# Denver
Denver je od 1876. glavni grad američke savezne države Colorado. Smješten je u istočnom podnožju Stjenjaka. Grad, koji je u 19. stoljeću narastao najviše zahvaljujući zlatnoj groznici, danas ima 598.707 stanovnika, dok na širem gradskom području živi 2,5 milijuna ljudi. Grad ima status okruga (City and County of Denver).
Denver se nalazi na nadmorskoj visini od točno jedne kopnene milje (1609 m) te je stoga poznat kao The Mile-High City ("Grad visok milju").
Zbog blizine Stjenjaka, glavna je industrijska grana rudarstvo, a značajna je i energetika te telekomunikacije.
U blizini se nalazi Zračna luka Denver, najveća u SAD-u i druga najveća na svijetu.

## Šport
- Denver Nuggets (NBA)
- Denver Broncos (NFL)
- Colorado Avalanche (NHL)
- Colorado Rockies (MLB)

## Znamenitosti
- Republic Plaza (Denver), najveća zgrada

## Vanjske poveznice
- Službena stranica (engl.)
- Turistička zajednica Denvera (engl.) (njem.) (šp.) (fr.) (tal.)

### Ostali projekti
|  | Zajednički poslužitelj ima još gradiva o temi Denver |